# WTA 250

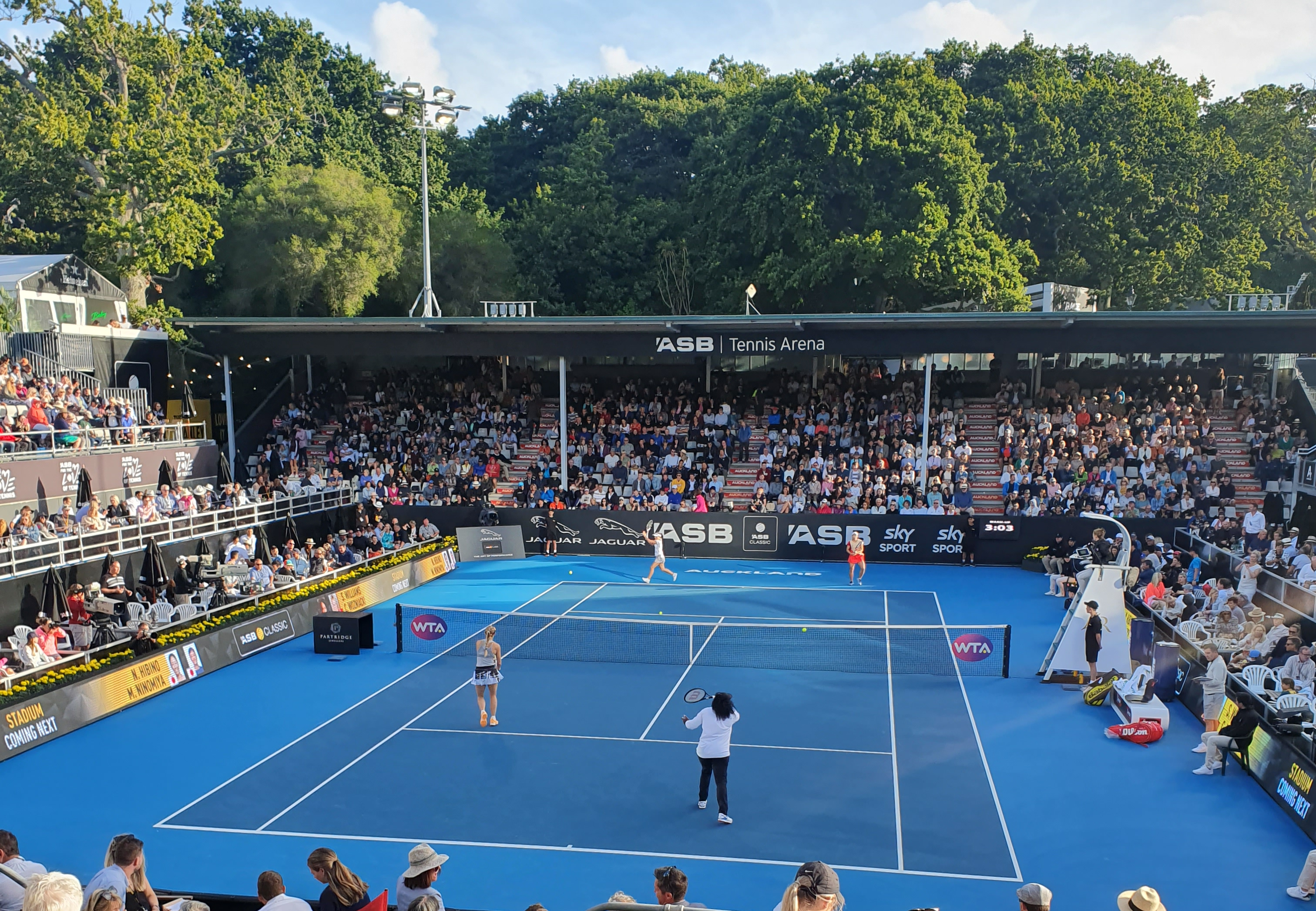
Serena Williams y Caroline Wozniacki en dobles en el ASC Classic en Auckland (2020).

Los torneos WTA 250 son una serie de torneos de tenis que forman parte del WTA Tour organizado por la Asociación de Tenis Femenina. En el pasado esta serie de torneos eran conocidos como WTA International Tournaments, a partir de la reorganización del calendario 2021 empezaron a llamarse WTA 250. Esta categoría está por debajo de los WTA 1000 y los WTA 500
A partir de 2021, estos torneos incluyen premios en efectivo de aproximadamente $250,000.
Los puntos otorgados a las ganadoras de estos torneos son 250.

## Torneos
| Torneo           | Nombre oficial                                          | Lugar                     | Superficie    | Premio económico | Campeona actual        |
| Auckland         | ASB Classic                                             | Auckland, Nueva Zelanda   | Dura          | $259 303         | Clara Tauson           |
| Hobart           | Hobart International                                    | Hobart, Australia         | Dura          | $259 303         | Lauren Davis           |
| Hua Hin          | Thailand Open                                           | Hua Hin, Tailandia        | Dura          | $259 303         | Zhu Lin                |
| Lyon             | Open 6e Sens Métropole de Lyon                          | Lyon, Francia             | Dura          | $259 303         | Alycia Parks           |
| Linz             | Upper Austria Ladies Linz                               | Linz, Austria             | Dura          | $259 303         | Anastasia Potapova     |
| Mérida           | Merida Open Akron                                       | Mérida, México            | Dura          | $259 303         | Camila Giorgi          |
| Monterrey        | Abierto GNP Seguros                                     | Monterrey, México         | Dura          | $259 303         | Donna Vekic            |
| Austin           | ATX Open                                                | Austin, Estados Unidos    | Dura          | $259 303         | Marta Kostyuk          |
| Bogotá           | Copa Colsanitas Zurich                                  | Bogotá, Colombia          | Tierra batida | $259 303         | Camila Osorio          |
| Estrasburgo      | Internationaux de Strasbourg                            | Estrasburgo, Francia      | Tierra batida | $259 303         | Elina Svitolina        |
| Rabat            | Grand Prix Son Altesse Royale La Princesse Lalla Meryem | Rabat, Marruecos          | Tierra batida | $259 303         | Lucia Bronzetti        |
| Nottingham       | Rothesay Open                                           | Auckland, Reino Unido     | Hierba        | $259 303         | Katie Boulter          |
| 's-Hertogenbosch | Libema Open                                             | Bolduque, Países Bajos    | Hierba        | $259 303         | Ekaterina Alexandrova  |
| Birmingham       | Rothesay Classic                                        | Birmingham, Reino Unido   | Hierba        | $259 303         | Jeļena Ostapenko       |
| Bad Homburg      | Bad Homburg Open presented by Engel & Volkers           | Bad Homburg, Alemania     | Hierba        | $259 303         | Katerina Siniakova     |
| Palermo          | 34 Palermo Ladies Open                                  | Palermo, Italia           | Tierra batida | $259 303         | Qinwen Zheng           |
| Budapest         | Hungarian Grand Prix                                    | Budapest, Hungría         | Tierra batida | $259 303         | Maria Timofeeva        |
| Hamburgo         | Hamburg European Open                                   | Hamburgo, Alemania        | Tierra batida | $259 303         | Arantxa Rus            |
| Lausana          | Ladies Open Lausanne                                    | Lausana, Suiza            | Tierra batida | $259 303         | Elisabetta Cocciaretto |
| Varsovia         | BNP Paribas Warsaw Open                                 | Varsovia, Polonia         | Dura          | $259 303         | Iga Świątek            |
| Praga            | Livesport Prague Open                                   | Praga, República Checa    | Dura          | $259 303         | Nao Hibino             |
| Cleveland        | Tennis in the Land                                      | Cleveland, Estados Unidos | Dura          | $271 363         | Sara Sorribes          |
| Osaka            | Kinoshita Group Japan Open Tennis Championships 2023    | Osaka, Japón              | Dura          | $259 303         | Ashlyn Krueger         |
| Cantón           | Galaxy Holding Group Guangzhou Open                     | Cantón, China             | Dura          | $259 303         | Sofia Kenin            |
| Ningbo           | Ningbo Open                                             | Suzhou, China             | Dura          | $259 303         | Ons Jabeur             |
| Seúl             | Hana Bank Korea Open                                    | Seúl, Corea del Sur       | Dura          | $259 303         | Ekaterina Alexandrova  |
| Hong Kong        | Prudential Hong Kong Tennis Open 2023                   | Hong Kong                 | Dura          | $259 303         | Dayana Yastremska      |
| Nanchang         | Jiangxi Open                                            | Nanchang, China           | Dura          | $259 303         | Rebecca Peterson       |
| Cluj-Napoca      | Transylvania Open                                       | Auckland, Rumanía         | Dura          | $259 303         | Anna Blinkova          |
| Monastir         | Jasmin Open Monastir                                    | Monastir, Túnez           | Dura          | $259 303         | Elise Mertens          |

## Resultados (individuales)

### 2021
| Torneo         | Campeona                                    | Finalista                                   | Marcador                                    |                                             |
| -------------- | ------------------------------------------- | ------------------------------------------- | ------------------------------------------- | ------------------------------------------- |
| Auckland       | Cancelado debido a la Pandemia de COVID-19. | Cancelado debido a la Pandemia de COVID-19. | Cancelado debido a la Pandemia de COVID-19. | Cancelado debido a la Pandemia de COVID-19. |
| Shenzhen       | Cancelado debido a la Pandemia de COVID-19. | Cancelado debido a la Pandemia de COVID-19. | Cancelado debido a la Pandemia de COVID-19. | Cancelado debido a la Pandemia de COVID-19. |
| Hobart         | Cancelado debido a la Pandemia de COVID-19. | Cancelado debido a la Pandemia de COVID-19. | Cancelado debido a la Pandemia de COVID-19. | Cancelado debido a la Pandemia de COVID-19. |
| Hua Hin        | Cancelado debido a la Pandemia de COVID-19. | Cancelado debido a la Pandemia de COVID-19. | Cancelado debido a la Pandemia de COVID-19. | Cancelado debido a la Pandemia de COVID-19. |
| Melbourne IV*  | Daria Kasátkina                             | Marie Bouzková                              | 4-6, 6-2, 6-2                               |                                             |
| Acapulco       | Cancelado debido a la Pandemia de COVID-19. | Cancelado debido a la Pandemia de COVID-19. | Cancelado debido a la Pandemia de COVID-19. | Cancelado debido a la Pandemia de COVID-19. |
| Lyon           | Clara Tauson                                | Viktorija Golubic                           | 6-4, 6-1                                    |                                             |
| Guadalajara    | Sara Sorribes                               | Eugénie Bouchard                            | 6-2, 7-5                                    |                                             |
| Monterrey      | Leylah Fernandez                            | Viktorija Golubic                           | 5-7, 6-3, 6-4                               |                                             |
| Bogotá         | María Camila Osorio                         | Tamara Zidanšek                             | 6-4, 6-2                                    |                                             |
| Anning         | Cancelado debido a la Pandemia de COVID-19. | Cancelado debido a la Pandemia de COVID-19. | Cancelado debido a la Pandemia de COVID-19. | Cancelado debido a la Pandemia de COVID-19. |
| Charleston*    | Astra Sharma                                | Ons Jabeur                                  | 2-6, 7-5, 6-1                               |                                             |
| Estambul       | Sorana Cîrstea                              | Elise Mertens                               | 6-1, 7-6(3)                                 |                                             |
| Rabat          | Cancelado debido a la Pandemia de COVID-19. | Cancelado debido a la Pandemia de COVID-19. | Cancelado debido a la Pandemia de COVID-19. | Cancelado debido a la Pandemia de COVID-19. |
| Belgrado       | Paula Badosa                                | Ana Konjuh                                  | 6-2, 2-0, ret.                              |                                             |
| Parma          | Cori Gauff                                  | Qiang Wang                                  | 6-1, 6-3                                    |                                             |
| Estrasburgo    | Barbora Krejčíková                          | Sorana Cîrstea                              | 6-3, 6-3                                    |                                             |
| Nottingham     | Johanna Konta                               | Shuai Zhang                                 | 6-2, 6-1                                    |                                             |
| Birmingham     | Ons Jabeur                                  | Daria Kasátkina                             | 7-5, 6-4                                    |                                             |
| Bad Homburg    | Angelique Kerber                            | Kateřina Siniaková                          | 6-3, 6-2                                    |                                             |
| Hamburgo       | Elena-Gabriela Ruse                         | Andrea Petković                             | 7-6(6), 6-4                                 |                                             |
| Budapest       | Yulia Putintseva                            | Anhelina Kalinina                           | 6-4, 6-0                                    |                                             |
| Lausana        | Tamara Zidanšek                             | Clara Burel                                 | 4-6, 7-6(5), 6-1                            |                                             |
| Praga          | Barbora Krejčíková                          | Tereza Martincová                           | 6-2, 6-0                                    |                                             |
| Palermo        | Danielle Collins                            | Elena-Gabriela Ruse                         | 6-4, 6-2                                    |                                             |
| Gdynia         | Maryna Zanevska                             | Kristína Kučová                             | 6-4, 7-6(4)                                 |                                             |
| Cluj-Napoca    | Andrea Petković                             | Mayar Sherif                                | 6-1, 6-1                                    |                                             |
| Cleveland      | Anett Kontaveit                             | Irina-Camelia Begu                          | 7-6(5), 6-4                                 |                                             |
| Chicago        | Elina Svitólina                             | Alizé Cornet                                | 7-5, 6-4                                    |                                             |
| Hiroshima      | Cancelado debido a la Pandemia de COVID-19. | Cancelado debido a la Pandemia de COVID-19. | Cancelado debido a la Pandemia de COVID-19. | Cancelado debido a la Pandemia de COVID-19. |
| Nanchang       | Cancelado debido a la Pandemia de COVID-19. | Cancelado debido a la Pandemia de COVID-19. | Cancelado debido a la Pandemia de COVID-19. | Cancelado debido a la Pandemia de COVID-19. |
| Luxemburgo     | Clara Tauson                                | Jeļena Ostapenko                            | 6-3, 4-6, 6-4                               |                                             |
| Portoroz       | Jasmine Paolini                             | Alison Riske                                | 7-6(4), 6-2                                 |                                             |
| Astaná         | Alison Van Uytvanck                         | Yulia Putintseva                            | 1-6, 6-4, 6-3                               |                                             |
| Guangzhou      | Cancelado debido a la Pandemia de COVID-19. | Cancelado debido a la Pandemia de COVID-19. | Cancelado debido a la Pandemia de COVID-19. | Cancelado debido a la Pandemia de COVID-19. |
| Seúl           | Cancelado debido a la Pandemia de COVID-19. | Cancelado debido a la Pandemia de COVID-19. | Cancelado debido a la Pandemia de COVID-19. | Cancelado debido a la Pandemia de COVID-19. |
| Hong Kong      | Cancelado debido a la Pandemia de COVID-19. | Cancelado debido a la Pandemia de COVID-19. | Cancelado debido a la Pandemia de COVID-19. | Cancelado debido a la Pandemia de COVID-19. |
| Tianjin        | Cancelado debido a la Pandemia de COVID-19. | Cancelado debido a la Pandemia de COVID-19. | Cancelado debido a la Pandemia de COVID-19. | Cancelado debido a la Pandemia de COVID-19. |
| Tenerife       | Ann Li                                      | María Camila Osorio                         | 6-1, 6-4                                    |                                             |
| Courmayeur     | Donna Vekić                                 | Clara Tauson                                | 7-6(3), 6-2                                 |                                             |
| Cluj-Napoca II | Anett Kontaveit                             | Simona Halep                                | 6-2, 6-3                                    |                                             |
| Linz           | Alison Riske                                | Jaqueline Cristian                          | 2-6, 6-2, 7-5                               |                                             |

(*) Torneos jugados por única vez en 2021.

### 2022
| Torneo           | Campeona              | Finalista             | Marcador               |
| ---------------- | --------------------- | --------------------- | ---------------------- |
| Melbourne I*     | Simona Halep          | Veronika Kudermétova  | 6-2, 6-3               |
| Melbourne II*    | Amanda Anisimova      | Aliaksandra Sasnovich | 7-5, 1-6, 6-4          |
| Adelaida II*     | Madison Keys          | Alison Riske          | 6-1, 6-2               |
| Guadalajara      | Sloane Stephens       | Marie Bouzková        | 7-5, 1-6, 6-2          |
| Lyon             | Shuai Zhang           | Dayana Yastremska     | 3-6, 6-3, 6-4          |
| Monterrey        | Leylah Fernandez      | María Camila Osorio   | 6-7(5), 6-4, 7-6(3)    |
| Bogotá           | Tatjana Maria         | Laura Pigossi         | 6-3, 4-6, 6-2          |
| Estambul         | Anastasia Potapova    | Veronika Kudermétova  | 6-3, 6-4               |
| Estrasburgo      | Angelique Kerber      | Kaja Juvan            | 7-6(5), 6-7(0), 7-6(5) |
| Rabat            | Martina Trevisan      | Claire Liu            | 6-2, 6-1               |
| 's-Hertogenbosch | Ekaterina Alexandrova | Aryna Sabalenka       | 7-5, 6-0               |
| Nottingham       | Beatriz Haddad Maia   | Alison Riske          | 6-4, 1-6, 6-3          |
| Birmingham       | Beatriz Haddad Maia   | Shuai Zhang           | 5-4, ret.              |
| Bad Homburg      | Caroline Garcia       | Bianca Andreescu      | 6-7(5), 6-4, 6-4       |
| Lausana          | Petra Martić          | Olga Danilović        | 6-4, 6-2               |
| Budapest         | Bernarda Pera         | Aleksandra Krunić     | 6-3, 6-3               |
| Hamburgo         | Bernarda Pera         | Anett Kontaveit       | 6-2, 6-4               |
| Palermo          | Irina-Camelia Begu    | Lucia Bronzetti       | 6-2, 6-2               |
| Gydnia           | Caroline Garcia       | Ana Bogdan            | 6-4, 6-1               |
| Praga            | Marie Bouzková        | Anastasia Potapova    | 6-0, 6-3               |
| Washington       | Liudmila Samsónova    | Kaia Kanepi           | 4-6, 6-3, 6-3          |
| Cleveland        | Liudmila Samsónova    | Aliaksandra Sasnovich | 6-1, 6-3               |
| Granby           | Daria Kasátkina       | Daria Gavrilova       | 6-4, 6-4               |
| Portoroz         | Kateřina Siniaková    | Elena Rybakina        | 6-7(4), 7-6(5), 6-4    |
| Chennai          | Linda Fruhvirtová     | Magda Linette         | 4-6, 6-3, 6-4          |
| Seúl             | Ekaterina Alexandrova | Jeļena Ostapenko      | 7-6(4), 6-0            |
| Parma            | Mayar Sherif          | María Sákkari         | 7-5, 6-3               |
| Tallin           | Barbora Krejčíková    | Anett Kontaveit       | 6-2, 6-3               |
| Monastir         | Elise Mertens         | Alizé Cornet          | 6-2, 6-0               |
| Cluj-Napoca      | Anna Blinkova         | Jasmine Paolini       | 6-2, 3-6, 6-2          |

(*) Torneos jugados por única vez en 2022.

### 2023
| Torneo           | Campeona               | Finalista              | Marcador            |
| ---------------- | ---------------------- | ---------------------- | ------------------- |
| Auckland         | Cori Gauff             | Rebeka Masarova        | 6-1, 6-1            |
| Hobart           | Lauren Davis           | Elisabetta Cocciaretto | 7-6(0), 6-2         |
| Hua Hin          | Lin Zhu                | Lesia Tsurenko         | 6-4, 6-4            |
| Lyon             | Alycia Parks           | Caroline Garcia        | 7-6(7), 7-5         |
| Linz             | Anastasia Potapova     | Petra Martić           | 6-3, 6-1            |
| Mérida           | Camila Giorgi          | Rebecca Peterson       | 7-6(3), 1-6, 6-2    |
| Monterrey        | Donna Vekić            | Caroline Garcia        | 6-4, 3-6, 7-5       |
| Austin           | Marta Kostyuk          | Varvara Gracheva       | 6-3, 7-5            |
| Bogotá           | Tatjana Maria          | Peyton Stearns         | 6-3, 2-6, 6-4       |
| Estrasburgo      | Elina Svitólina        | Anna Blinkova          | 6-2, 6-3            |
| Rabat            | Lucia Bronzetti        | Julia Grabher          | 6-4, 5-7, 7-5       |
| 's-Hertogenbosch | Ekaterina Alexandrova  | Veronika Kudermétova   | 4-6, 6-4, 7-6(3)    |
| Nottingham       | Katie Boulter          | Jodie Burrage          | 6-3, 6-3            |
| Birmingham       | Jeļena Ostapenko       | Barbora Krejčíková     | 7-6(8), 6-4         |
| Bad Homburg      | Kateřina Siniaková     | Lucia Bronzetti        | 6-2, 7-6(5)         |
| Budapest         | Maria Timofeeva        | Kateryna Baindl        | 6-3, 3-6, 6-0       |
| Palermo          | Qinwen Zheng           | Jasmine Paolini        | 6-4, 1-6, 6-1       |
| Hamburgo         | Arantxa Rus            | Noma Noha Akugue       | 6-0, 7-6(3)         |
| Varsovia         | Iga Świątek            | Laura Siegemund        | 6-0, 6-1            |
| Lausanne         | Elisabetta Cocciaretto | Clara Burel            | 7-5, 4-6, 6-4       |
| Praga            | Nao Hibino             | Linda Nosková          | 6-4, 6-1            |
| Cleveland        | Sara Sorribes          | Ekaterina Alexandrova  | 3-6, 6-4, 6-4       |
| Osaka            | Ashlyn Krueger         | Lin Zhu                | 6-3, 7-6(6)         |
| Guangzhou        | Wang Xiyu              | Magda Linette          | 6-0, 6-2            |
| Ningbo           | Ons Jabeur             | Diana Shnaider         | 6-2, 6-1            |
| Seúl             | Jessica Pegula         | Yue Yuan               | 6-2, 6-3            |
| Hong Kong        | Leylah Fernandez       | Kateřina Siniaková     | 3-6, 6-4, 6-4       |
| Nanchang         | Kateřina Siniaková     | Marie Bouzková         | 1-6, 7-6(5), 7-6(4) |
| Cluj-Napoca      | Tamara Korpatsch       | Elena-Gabriela Ruse    | 6-3, 6-4            |
| Monastir         | Elise Mertens          | Jasmine Paolini        | 6-3, 6-0            |

### 2024
| Torneo           | Campeona           | Finalista             | Marcador          |
| ---------------- | ------------------ | --------------------- | ----------------- |
| Auckland         | Cori Gauff         | Elina Svitólina       | 6(4)-7, 6-3, 6-3  |
| Hobart           | Emma Navarro       | Elise Mertens         | 6-1, 4-6, 7-5     |
| Hua Hin          | Diana Shnaider     | Lin Zhu               | 6-3, 2-6, 6-1     |
| Cluj-Napoca      | Karolina Pliskova  | Ana Bogdan            | 6-4, 6-3          |
| Austin           | Yue Yuan           | Xiyu Wang             | 6-4, 7-6(4)       |
| Bogotá           | Camila Osorio      | Marie Bouzková        | 6-3, 7-6(5)       |
| Ruan             | Sloane Stephens    | Magda Linette         | 6-1, 2-6, 6-2     |
| Rabat            | Peyton Stearns     | Mayar Sherif          | 6-2, 6-1          |
| 's-Hertogenbosch | Liudmila Samsonova | Bianca Andreescu      | 4-6, 6-3, 7-5     |
| Nottingham       | Katie Boulter      | Karolina Pliskova     | 4-6, 6-3, 6-2     |
| Birmingham       | Yulia Putintseva   | Ajla Tomljanovic      | 6-1, 7-6(8)       |
| Eastbourne       | Daria Kasatkina    | Leylah Fernandez      | 6-3, 6-4          |
| Palermo          | Qinwen Zheng       | Karolina Muchova      | 6-4, 4-6, 6-2     |
| Budapest         | Diana Shnaider     | Aliaksandra Sasnovich | 6-4, 6-4          |
| Praga            | Magda Linette      | Magdalena Frech       | 6-2, 6-1          |
| Iasi             | Mirra Andreeva     | Elina Avanesyan       | 5-7, 7-5, 4-0 (R) |
| Cleveland        | McCartney Kessler  | Beatriz Haddad Maia   | 1-6, 6-1, 7-5     |
| Monastir         | Sonay Kartal       | Rebecca Sramkova      | 6-3, 7-5          |
| Hua Hin          | Rebecca Sramkova   | Laura Siegemund       | 6-4, 6-4          |
| Osaka            | Suzan Lamens       | Kimberly Birrell      | 6-0, 6-4          |
| Guangzhou        | Olga Danilovic     | Caroline Dolehide     | 6-3, 6-1          |
| Hong Kong        | Diana Shnaider     | Katie Boulter         | 6-1, 6-2          |
| Jiujiang         | Viktorija Golubic  | Rebecca Sramkova      | 6-3, 7-5          |

### 2025
| Torneo           | Campeona           | Finalista           | Marcador      |
| ---------------- | ------------------ | ------------------- | ------------- |
| Auckland         | Clara Tauson       | Naomi Osaka         | 4-6, (R)      |
| Singapur         | Elise Mertens      | Ann Li              | 6-1, 6-4      |
| Cluj-Napoca      | Anastasia Potapova | Lucia Bronzetti     | 4-6, 6-1, 6-2 |
| Austin           | Jessica Pegula     | Maccartney Kessler  | 7-5, 6-2      |
| Bogotá           | Camila Osorio      | Katarzyna Kawa      | 6-3, 6-3      |
| Ruan             | Elina Svitolina    | Olga Danilovic      | 6-4, 7-6      |
| Rabat            | Maya Joint         | Jaqueline Cristian  | 6-3, 6-2      |
| 's-Hertogenbosch | Elise Mertens      | Elena-Gabriela Ruse | 6-3, 7-6      |
| Nottingham       | McCartney Kessler  | Dayana Yastremska   | 6-4, 7-5      |
| Eastbourne       | Maya Joint         | Alexandra Eala      | 6-4, 1-6, 7-6 |
| Iasi             | Irina-Camelia Begu | Jil Teichmann       | 6-0, 7-5      |
| Hamburgo         | Lois Boisson       | Anna Bondar         | 7-5, 6-3      |
| Praga            | Marie Bouzkova     | Linda Noskova       | 2-6, 6-1, 6-3 |

## Distribución de puntos
| Categoría   | G   | F   | SF | CF | R16 | R32 | R64 | R128 | Q  | Q3 | Q2 | Q1 |
| 32S, 32Q    | 250 | 150 | 90 | 45 | 10  | 0   | –   | –    | 10 | 7  | 5  | 0  |
| 32S, 24/16Q | 250 | 150 | 90 | 45 | 10  | 0   | –   | –    | 10 | –  | 5  | 0  |
| 32/28D      | 250 | 150 | 90 | 45 | 10  | 0   | –   | –    | –  | –  | –  | –  |
| 16D         | 250 | 150 | 90 | 45 | 0   | –   | –   | –    | –  | –  | –  | –  |

## Resultados (dobles)

### 2024
| Torneo           | Campeonas                             | Finalistas                                | Marcador          |
| ---------------- | ------------------------------------- | ----------------------------------------- | ----------------- |
| Auckland         | Anna Danilina Viktoria Hruncakova     | Marie Bouzkova Bethanie Mattek-Sands      | 6-3, 6(5)-7, 10-8 |
| Hobart           | Hao-Ching Chan Giuliana Olmos         | Hanyu Guo Xinyu Jiang                     | 6-3, 6-3          |
| Hua Hin          | Miyu Kato Aldila Sutjiadi             | Hanyu Guo Xinyu Jiang                     | 6-4, 1-6, 10-7    |
| Cluj-Napoca      | Caty Mcnally Asia Muhammad            | Harriet Dart Tereza Mihalikova            | 6-3, 6-4          |
| Austin           | Olivia Gadecki Olivia Nicholls        | Katarzyna Kawa Bibiane Schoofs            | 6-2, 6-4          |
| Bogotá           | Cristina Bucsa Kamilla Rakhimova      | Anna Bondar Irina Khromacheva             | 7-6(5), 3-6, 10-8 |
| Ruan             | Timea Babos Irina Khromacheva         | Naiktha Bains Maia Lumsden                | 6-3, 6-4          |
| Rabat            | Irina Khromacheva Yana Sizikova       | Anna Danilina Yifan Xu                    | 6-3, 6-2          |
| 's-Hertogenbosch | Ingrid Neel Bibiane Schoofs           | Tereza Mihalikova Olivia Nicholls         | 7-6(6), 6-3       |
| Nottingham       | Gabriela Dabrowski Erin Routliffe     | Harriet Dart Diane Parry                  | 5-6, 6-3, 11-9    |
| Birmingham       | Su-Wei Hsieh Elise Mertens            | Miyu Kato Shuai Zhang                     | 6-1, 6-3          |
| Eastbourne       | Liudmila Kichenok Jelena Ostapenko    | Gabriela Dabrowski Erin Routliffe         | 5-7, 7-6(2), 10-8 |
| Palermo          | Alexandra Panova Yana Sizikova        | Yvonne Cavallé Reimers Aurora Zantedeschi | 4-6, 6-3, 10-5    |
| Budapest         | Katarzyna Piter Fanny Stollár         | Anna Danilina Irina Khromacheva           | 6-3, 3-6, 10-3    |
| Praga            | Barbora Krejcikova Katerina Siniakova | Lucie Safarova Bethanie Mattek-Sands      | 6-3, 6-3          |
| Iasi             | Anna Danilina Irina Khromacheva       | Alexandra Panova Yana Sizikova            | 6-4, 6-2          |
| Cleveland        | Cristina Bucsa Yifan Xu               | Shuko Aoyama Eri Hozumi                   | 3-6, 6-3, 10-6    |
| Monastir         | Anna Blinkova Mayar Sherif            | Alina Korneeva Anastasia Zakharova        | 2-6, 6-1, 10-8    |
| Hua Hin          | Anna Danilina Irina Khromacheva       | Eudice Chong Moyuka Uchijima              | 6-4, 7-5          |
| Osaka            | Ena Shibahara Laura Siegemund         | Cristina Bucsa Monica Niculescu           | 3-6, 6-2, 10-2    |
| Guangzhou        | Katerina Siniakova Shuai Zhang        | Katarzyna Piter Fanny Stollár             | 6-4, 6-1          |
| Hong Kong        | Ulrikke Eikeri Makoto Ninomiya        | Shuko Aoyama Eri Hozumi                   | 6-4, 4-6, 11-9    |
| Jiujiang         | Hanyu Guo Moyuka Uchijima             | Katarzyna Piter Fanny Stollár             | 7-6(5), 7-5       |

### 2025
| Torneo      | Campeonas                            | Finalistas                            | Marcador       |
| ----------- | ------------------------------------ | ------------------------------------- | -------------- |
| Auckland    | Xinyu Jiang Fang-Hsien Wu            | Aleksandra Krunic Sabrina Santamaria  | 6-3, 6-4       |
| Singapur    | Desirae Krawczyk Giuliana Olmos      | Xinyu Wang Saisai Zheng               | 7-5, 6-0       |
| Cluj-Napoca | Magali Kempen Anna Siskova           | Jaqueline Cristian Angelica Moratelli | 6-3, 6-1       |
| Austin      | Anna Blinkova Yue Yuan               | Maccartney Kessler Shuai Zhang        | 3-6, 6-1, 10-4 |
| Bogotá      | Cristina Bucsa Sara Sorribes         | Irina Bara Laura Pigossi              | 5-7, 6-2, 10-5 |
| Ruan        | Aleksandra Krunic Sabrina Santamaria | Irina Khromacheva Linda Noskova       | 6-0, 6-4       |
| Rabat       | Oksana Kaláshnikova Maya Joint       | Angelica Moratelli Camilla Rosatello  | 6-3, 7-5       |
| Nottingham  | Beatriz Haddad Maia Laura Siegemund  | Anna Danilina Ena Shibahara           | 6-3, 6-2       |
| Eastbourne  | Maire Bouzkova Anna Danilina         | Su-Wei Hsieh Maya Joint               | 6-4, 7-5       |
| Iasi        | Veronika Erjavec Panna Udvardy       | Maria Lourdes Carlé Simona Waltert    | 7-5, 6-3       |
| Hamburgo    | Nadia Kichenok Makoto Ninomiya       | Anna Bondar Arantxa Rus               | 6-4, 3-6, 11-9 |